# Seconda battaglia del Mare di Giava
La seconda battaglia del mare di Giava venne combattuta tra alcune navi superstiti alleate, appartenenti alle forze navali del comando combinato ABDA (American-British-Dutch-Australian Command) responsabile della difesa del sud-est asiatico, all'epoca sotto la guida dell'ammiraglio olandese Helfrich, e le forze imperiali giapponesi, composte da unità della Forza Sud della Marina imperiale giapponese comandata dall'ammiraglio Kondō.

## Il prologo
In seguito alla battaglia del Mare di Giava, l'incrociatore inglese Exeter era stato seriamente danneggiato da un colpo in una delle due sale caldaie e si era pertanto separato dalla forza di attacco alleata. Potendo mantenere la velocità ridotta che una singola sala caldaie poteva assicurare, l'incrociatore si era prima rifugiato nel porto di Surabaya, scortato dal cacciatorpediniere olandese Hr. Ms. Witte de With. Lì venne raggiunto dal cacciatorpediniere inglese HMS Encounter, che aveva a bordo anche i naufraghi del cacciatorpediniere Hr. Ms. Kortenaer.
Secondo i piani stabiliti dal comandante supremo delle forze navali ABDA, ammiraglio olandese Conrad Helfrich, in accordo con gli ammiragli Palisser e Glassford, l'incrociatore pesante Exeter e i due cacciatorpediniere Pope e Encouter avrebbero dovuto abbandonare Surabaja nella notte del 28 febbraio e ripiegare a sud di Giava, dirigendo inizialmente a nord verso il Borneo per poi girare a sud-ovest e imboccare lo Stretto della Sonda subito dietro le altre navi alleate presenti a Batavia (gli incrociatori Houston e Perth) che avrebbero seguito una rotta più meridionale lungo la costa nord-occidentale di Giava.
Questa rotta, pericolosa e esposta alle insidie delle squadre navali nemiche, era praticamente obbligata per l'incrociatore Exeter dato che il suo pescaggio non gli permetteva di passare lo stretto di Bali come fecero invece i quattro cacciatorpediniere statunitensi che si diressero verso Fremantle attraverso lo stretto di Bali, attraversandolo quasi indisturbati e raggiungendo la base australiana il 4 marzo.
Alle ore 19.00 del 28 febbraio, quindi, l'Exeter, piuttosto malconcio per i danni subiti nella battaglia del Mare di Giava, e i due cacciatorpediniere uscirono da Surabaja e diressero inizialmente verso l'isola Bawean alla velocità di 23 nodi; già alle ore 4.00 del 1º marzo vennero individuate tre navi nemiche e la piccola squadra alleata virò quindi a dritta con rotta nord-ovest per allontanarsi e non rischiare una battaglia.
Alle ore 7.50 ci fu un nuovo avvistamento: a sud-ovest comparvero due grandi navi nemiche; si trattava della squadra dell'ammiraglio Takeo Takagi con gli incrociatori pesanti Haguro e Nachi appoggiati da tre cacciatorpediniere. Nonostante un nuovo cambio di rotta verso sud, le due unità pesanti giapponesi guadagnarono terreno portandosi a distanza di fuoco; inoltre a nord-ovest sbucarono anche le navi dell'ammiraglio Ibō Takahashi con altri due incrociatori pesanti (Myoko e Ashigara) con due cacciatorpediniere; dopo un ultimo, inutile, cambio di direzione dellExeter verso est, la battaglia divenne inevitabile e le salve degli incrociatori giapponesi cominciarono a bersagliare le sfortunate e inferiori navi alleate.

## Ordine di battaglia
- ABDA

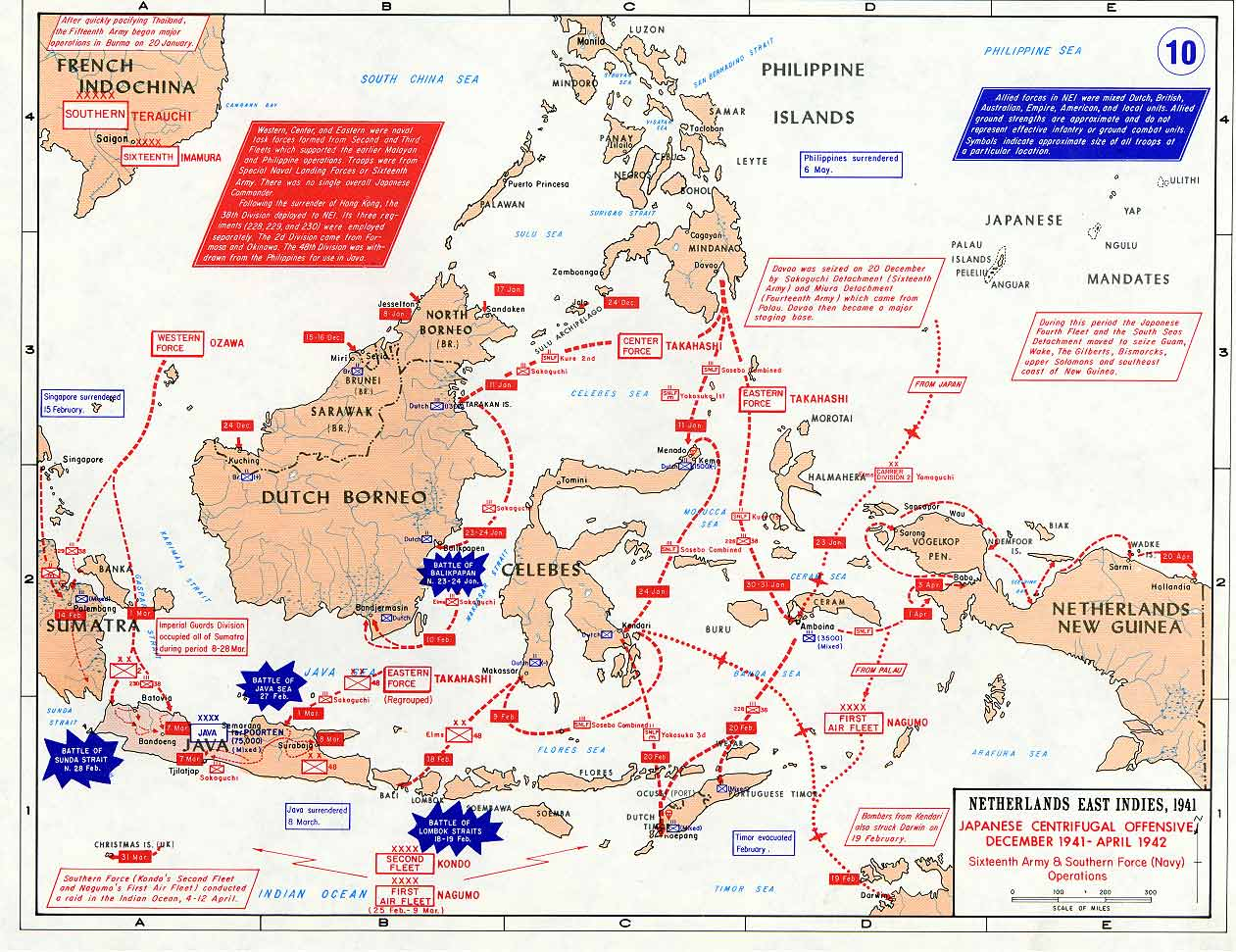
Mappa delle operazioni della campagna delle Indie olandesi del 1942

  - 1 incrociatore pesante: HMS Exeter
  - 2 cacciatorpediniere: HMS Encounter e USS Pope, già presente in precedenza a Surabaja; il cacciatorpediniere olandese Hr. Ms. Witte de With, a causa di avarie, rimase nella baia e venne successivamente affondato da attacchi aerei il 2 marzo; inizialmente erano presenti anche i caccia statunitensi USS John D. Edwards, USS John D. Ford, USS Alden e USS Paul Jones che si separarono dalla squadra dopo la partenza il 28 febbraio 1942 e riuscirono a raggiungere l'Australia[3].
- Giapponesi
  - 4 incrociatori pesanti: Nachi, Haguro, Ashigara e Myoko
  - 4 cacciatorpediniere: Yamakaze, Kawakaze, Inazuma e Akebono

## La battaglia

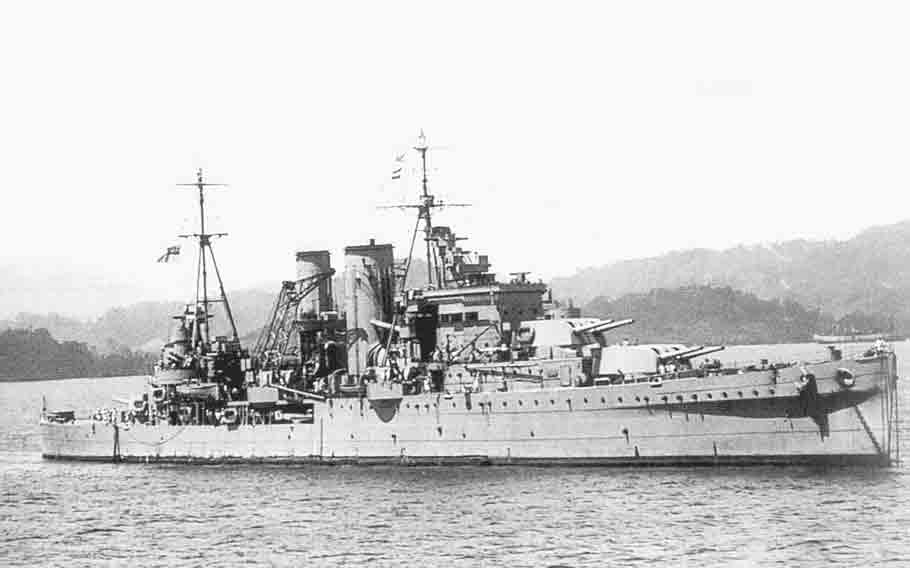
L'incrociatore britannico Exeter che sarà affondato il 1º marzo 1942 durante la battaglia

Gli incrociatori giapponesi aprirono il fuoco alle ore 10.20, mentre l'Exeter (pur con gravi avarie nei sistemi di puntamento delle artiglierie principali) cercò di rispondere, e i due cacciatorpeniere stesero una cortina di fumo per mascheramento e tentarono coraggiosamente anche un attacco con siluri.
Tuttavia ben presto la situazione delle navi alleate, in grave inferiorità numerica e di potenza di fuoco, divenne critica; alle ore 11.20 un proiettile pesante colpì in pieno l'Exeter, perforò le corazzature e esplose nel locale caldaie provocando l'immediato rallentamento della nave a soli 4 nodi e causando anche una catastrofica perdita di energia elettrica per i cannoni principali.
Quasi immobilizzato, l'incrociatore inglese venne avvicinato dai cacciatorpediniere giapponesi per assestare i colpi di grazia con i siluri; il capitano di vascello Oliver Gordon, comandante dell'incrociatore inglese, diede quindi l'ordine di abbandonare la nave che venne quasi subito raggiunta da un siluro del cacciatorpediniere Inazuma. Alle 11.40 l'Exeter (veterano della battaglia del Río de la Plata contro la Admiral Graf Spee) si capovolse e affondò 50 miglia a sud della costa del Borneo.

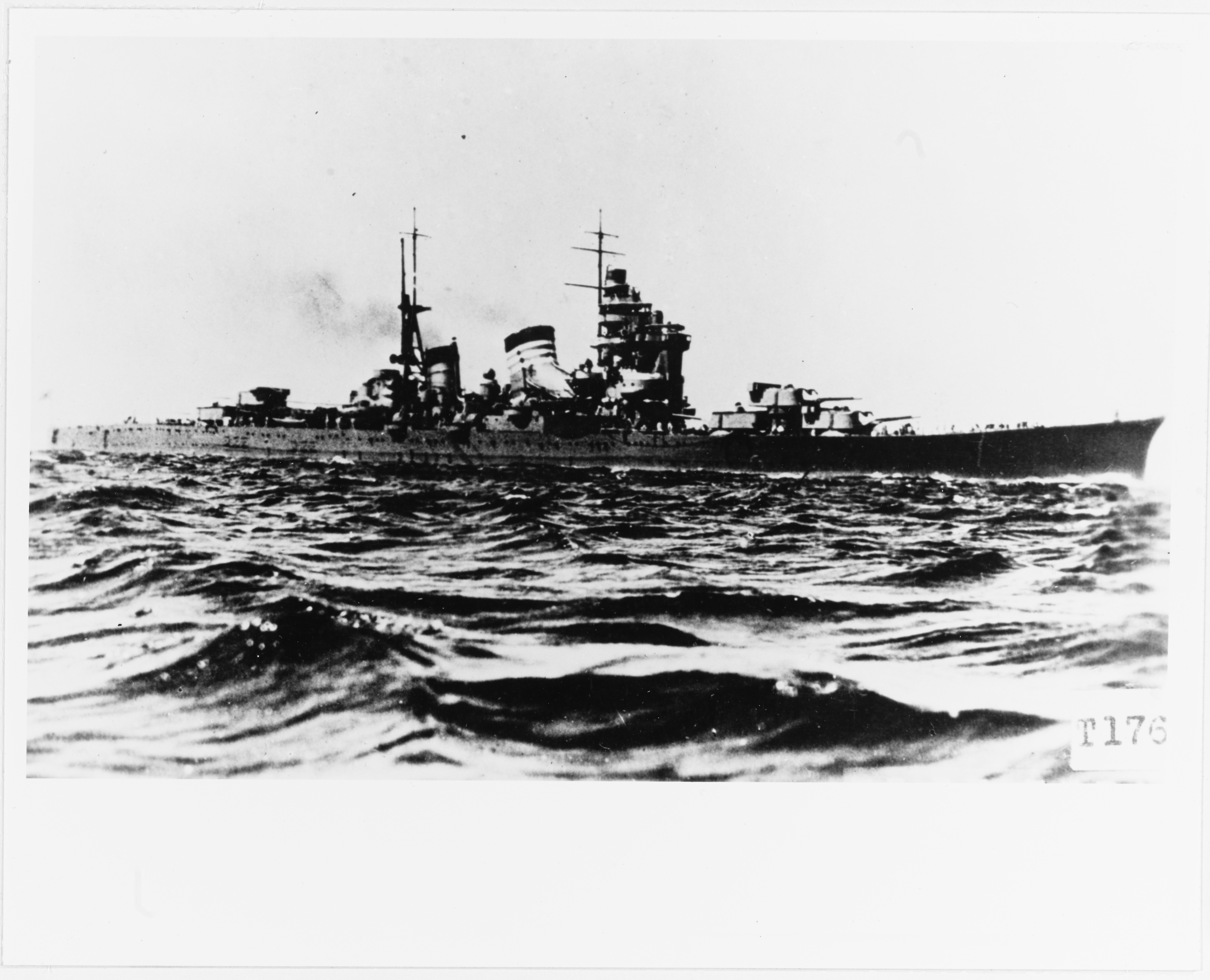
L'incrociatore pesante giapponese Haguro

Anche il cacciatorpediniere inglese Encounter venne rapidamente colpito e affondato pochi minuti dopo, mentre il Pope riuscì in un primo tempo, alle ore 11.45, a trovare riparo in un banco di maltempo e a sfuggire alle ricerche delle unità pesanti giapponesi; tuttavia alle 12.30 uscendo dalle nubi venne nuovamente individuato e attaccato da 6 bombardieri in picchiata Aichi D3A giapponesi decollati dalla portaerei leggera Ryujo che appoggiava le squadre navali giapponesi nelle Indie Orientali.
Una bomba colpì la nave americana immobilizzandola e provocando danni irreparabili; un secondo attacco di aerei Nakajima B5N non ottenne risultati ma il cacciatorpediniere affondò ugualmente alle ore 12.50, dopo essere stato raggiunto da alcuni colpi sparati da un incrociatore giapponese sopraggiunto. I sopravvissuti furono circa 800 che vennero fatti prigionieri dalle navi giapponesi.

## Il seguito
Con la conclusione della seconda battaglia del mare di Giava e con la contemporanea battaglia dello Stretto della Sonda, le ultime forze navali alleate presenti nel Sud-est asiatico vennero completamente distrutte, assicurando il totale predominio aeronavale giapponese.

L'infelice comando ABDA venne praticamente sciolto; i generali Wavell e Peirse (comandante delle scarse forze aeree alleate) erano già riparati in India; gli americani erano principalmente concentrati sulla protezione dell'Australia, sulla tenace difesa di Bataan nelle Filippine (il generale MacArthur avrebbe abbandonato Corregidor il 7 marzo) e sul rafforzamento delle Flotta del Pacifico a Pearl Harbor, anche se tentarono di inviare rinforzi aerei sull'isola (perdendo durante questa manovra la vecchia portaerei declassata Langley)
Quasi una ventina di navi alleate venne affondata nel tentativo di raggiungere l'Australia, spesso con gravi perdite di vite umane. In uno di questi tentativi, la HMAS Yarra (L77) al comando del Lt.Cdr. Robert William Rankin, venne affondata dagli incrociatori giapponesi Maya, Atago e Takao, con il conseguente affondamento delle altre navi del convoglio che la Yarra stava scortando.
Spettò quindi agli olandesi (ammiraglio Helfrich e generale ter Poorten) presiedere alle ultime dolorose fasi della resistenza a Giava, fino alla inevitabile conclusione del 9 marzo (giorno della capitolazione finale delle residue forze alleate).
Le forze imperiali giapponesi, con la rapida e totale vittoria nelle Indie orientali, si impadronirono di enormi ricchezze di materie prime pregiate e di petrolio, ottennero notevoli consensi anche tra la popolazione asiatica locale e coprirono saldamente in direzione dell'Oceano Indiano le loro conquiste (la cosiddetta sfera di coprosperità dell'Asia orientale), potendo così proseguire l'invasione della Birmania, minacciare Ceylon e organizzare in sicurezza nuove offensive nel Pacifico centrale e meridionale.